# Barbara Comyns
Barbara Irene Veronica Bayley (27 de diciembre de 1907-14 de julio de 1992), conocida como Barbara Comyns, fue una escritora y artista inglesa.

## Biografía
Nacida en Bidford-on-Avon, Warwickshire, era hija de Margaret Eva Mary (de soltera Fenn) y Albert Edward Bayley. Comyns fue la cuarta de una familia de seis hermanos que vivía Bell Court, una mansión a orillas del río Avon. Su padre, un industrial y cervecero de Birmingham, murió en 1922 cuando ella tenía 15 años.

## Artista
Tras la muerte de su padre, Bell Court se vendió y Comyns se matriculó en la escuela de arte, primero en la cercana Stratford-upon-Avon, y luego en Londres en la Escuela de Bellas Artes de Heatherley.En 1931 se casó con su colega y amigo de la infancia John Pemberton, sobrino del presidente del London Group y del conocido pintor Rupert Lee. Comyns y Pemberton expusieron su obra junto a otros artistas del London Grup en noviembre de 1934.La pareja tuvo dos hijos (Julian y Caroline) y se separó a mediados de los años treinta. 
Comyns pertenecía la comunidad artística de Londres y conocía a Dylan Thomas y Augustus John.A finales de la década de 1930, comenzó una relación con el estraperlista  Arthur Price. La pareja vivió con los dos hijos de Comyns en varios domicilios de Londres. Ella ganaba dinero haciendo de modelo, transformando casas en apartamentos, criando caniches, renovando pianos, vendiendo muebles antiguos y coches clásicos y dibujando para anuncios comerciales. Con el estallido de la Segunda Guerra Mundial, la pobreza de Comyns aumentó y su relación con Arthur se vino abajo. Comyns se puso a trabajar de cocinera en una casa de campo de Hertfordshire donde escribió una serie de viñetas sobre su infancia.

## Escritora
Comyns regresó a Londres con su familia en 1942. Durante la guerra, conoció a Richard Strettell Comyns Carr (hijo del abogado y diputado liberal Arthur Strettell Comyns Carr y nieto del dramaturgo Joseph Comyns Carr).  Richard trabajaba en la Sección Cinco del MI6 (sección del Servicio de Inteligencia  Secreto que operaba en España y Portugal) con Kim Philby y Graham Greene. Se casaron en 1945 y,  en su luna de miel, Comyns  escribió el borrador de su novela The Vet's Daughter.
Mientras Comyns escribía Our Spoons Came from Woolworths, una amiga encontró el manuscrito que había escrito en Hertfordshire y la animó a publicarlo. Cinco de los relatos se publicaron en Lilliput, entre mayo de 1945 y agosto de 1946, como extractos de "una novela que nadie publicaría", pero más tarde el manuscrito íntegro vio luz con el título Sisters by a River en 1947, en Eyre & Spottiswoode, editorial dirigida por Graham Greene junto a Douglas Jerrold. Tanto Lilliput como Eyre & Spottiswoode mantuvieron intacta su ortografía, nada convencional en la época.
Su segunda novela, Our Spoons Came from Woolworths, fue aceptada para su publicación al mismo tiempo que la primera. Más tarde, Greene la describió a Max Reinhardt como "una novelista loca aunque interesante a quien introduje cuando estaba en Eyre & Spottiswoode, pero que Jerrold abandonó junto con todos mis autores [...] cuando me fui".
Tras su lectura sobre el envenenamiento masivo de Pont-Saint-Esprit de 1951, Comyns escribió su tercera novela Who Was Changed y Who Was Dead.
En 1956, Richard fue despedido de su trabajo debido a su asociación con Kim Philby. Los Comyns Carrs se trasladaron entonces a España y vivieron en Ibiza hasta 1958 y luego en Barcelona, ciudad desde la que publicó The Vet's Daughter; Out of the Red; Into the Blue; The Skin Chairs, Birds in Tiny Cages and A Touch of Mistletoe. Estos títulos fueron publicados en Heinemann a través de una recomendación de Greene a su amigo AS Frere, editor gerente en ese momento. En 1969, después de que Frere se fuera de Heinemann's, el editor rechazó una primera versión deThe House of Dolls. A Greene tampoco le gustó. Desanimada, Comyns optó por no enviarla a otras editoriales.
Tras vivir en Barcelona durante 16 años, la pareja se trasladó a San Roque en Andalucía. En 1974, con el aumento de la inflación en España y la caída de la libra esterlina, regresaron a Inglaterra, trasladándose  primero a Twickenham y luego a Richmond.
The Vet's Daughter se serializó en la radio de la BBC y fue adaptada en 1978 al musical The Clapham Wonder de Sandy Wilson.
La obra de la autora despertó un renovado interés cuando Virago Press comenzó a reimprimir algunas de sus novelas en la década de 1980, basándose en una recomendación de Greene a Carmen Callil, directora entonces de la editorial.
En la década de 1980, Comyns publicó tres novelas más: The Juniper Tree, Mr. Fox (un antiguo manuscrito basado en su relación con Arthur Price y otras experiencias relacionadas) y The House of Dolls.

## Muerte y legado
Comyns murió en Stanton upon Hine Heath en 1992. Está enterrada en el cementerio de St. Andrew's Churchyard.  Los periódicos The Times, The Independent y The Guardian publicaron obituarios sobre su fallecimiento.